# 古澤巌
古澤 巌（ふるさわ いわお、1959年7月11日 - ）は、日本のヴァイオリニスト、作曲家、俳優。

## 人物・来歴
神奈川県茅ヶ崎市生まれ（父は佐賀県嬉野市生まれの長崎県佐世保市育ち）。桐朋学園大学で江藤俊哉、カーティス音楽院でアーロン・ローザンド、ナタン・ミルシテインに、ザルツブルクのモーツァルテウム音楽院でシャーンドル・ヴェーグ、イヴリー・ギトリスらに師事。
1988年から4年間、東京都交響楽団のソロ・コンサートマスターを務めた。
1993年、日本たばこ産業（JT）のピース・ライト・ボックスのテレビ・コマーシャルに出演。ジャズ・ヴァイオリンのステファン・グラッペリ、葉加瀬太郎、ギター・デュオのアサド兄弟、東儀秀樹と共演するなど、クラシック音楽のジャンルにこだわらない活動をしている。また、音楽活動と並行してNHK大河ドラマに役者として出演するなど、俳優業も行っている。
学生時代はサッカーを、現在は合気道を行うなどスポーツも得意。
長きにわたり、ヴァイオリン演奏の際にはチェロ用の弓を使用していた。これは、演奏に行った際、ヴァイオリン用の弓を忘れてしまい、チェロ奏者に予備の弓を借りたところしっくりきたのがきっかけ。本人曰く「短めの弓が自分の体のサイズに合っている」。近年は、ヴァイオリン用のバロック弓を使用している。

## コンクール歴
- 1978年　第47回日本音楽コンクール第2位
- 1979年　第48回日本音楽コンクール第1位
- ミケランジェロ・アバド国際ヴァイオリン・コンクール第1位
- ヴィエニャフスキ国際ヴァイオリン・コンクール第5位

## テレビ出演
- 「ハイビジョンスペシャル　はるかなる音楽の道」　第１回：さすらいのバイオリン～流浪の民・ロマの道～（2002年1月21日、NHKBSハイビジョン）
- テレビ朝日開局50周年記念ドラマスペシャル「鹿鳴館」 （2008年1月5日、テレビ朝日）
- 大河ドラマ「江〜姫たちの戦国〜」（2011年6月26日、NHK） - 古田織部 役
- 旅するイタリア語（2017年10月 - 2018年3月、NHK Eテレ） - 第2シーズンの旅人
- 【月曜名作劇場】窓辺太郎の事件簿34雑貨店･夫役（2018年8月6日、TBS）
- Dの旋律～ダンスと音楽のシンフォニー～（テレビ東京） - ヴァイオリン演奏
- クラシックTV「ストラディヴァリウス　名器の響きにひたる！」（2025年1月9日、NHK Eテレ）